# Regenklärbecken

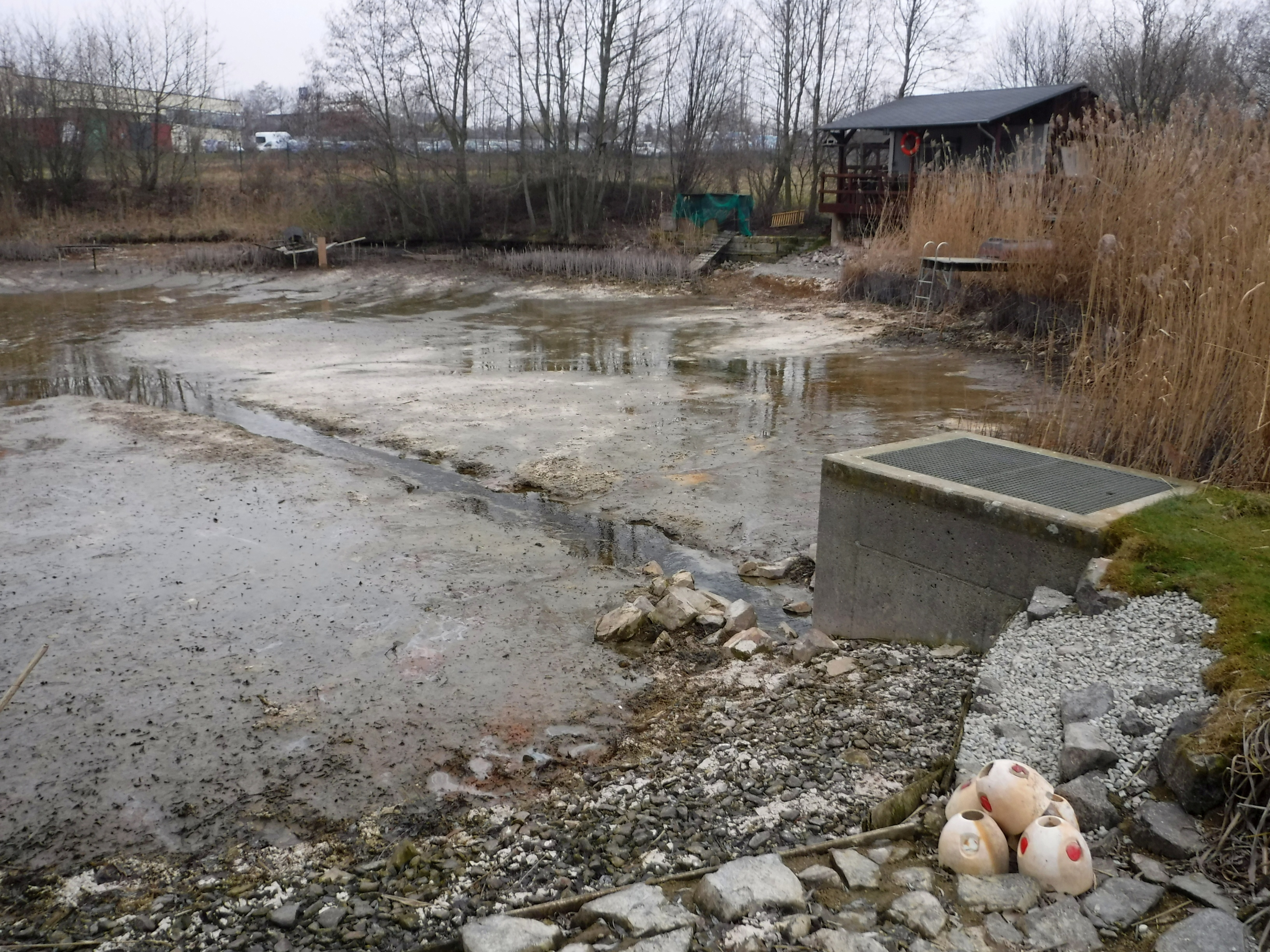
Regenklärbecken am Zschonerbach in Dresden

Ein Regenklärbecken (RKB) ist ein Absetzbecken zur Behandlung von verschmutztem Regenwasser im Trennsystem mit integrierter Leichtstoffabscheidung. Man unterscheidet
- Regenklärbecken mit Dauerstau (RKBmD): Regenklärbecken, das ständig mit Wasser gefüllt ist und aus dem nur in größeren Zeitintervallen die Sedimente abgezogen werden
- Regenklärbecken ohne Dauerstau (RKBoD): Regenklärbecken, das nach jedem Einstau vollständig entleert wird und daher mit einer Pumpe o. ä. ausgerüstet sein muss.

In Bodenfilteranlagen sind RKB obligatorische Konstruktionsbestandteile mit drei wesentlichen Funktionen:
- Hydraulisch dienen sie der Verzögerung und Glättung von Zufluss-Spitzen.
- Stofflich dienen sie als Vermischungs- und Ausgleichsmedium für Belastungspeaks
- Stofflich dienen sie der Vorreinigung durch Leichtstoffabscheidung und Sedimentation. Die Entfernung partikulärer Stoffe senkt effektiv das Kolmationrisiko des nachgeschalteten Bodenfilters.

2007 waren in Deutschland 3194 Regenklärbecken mit etwa 2,7 Mio. Kubikmeter Speichervolumen in Betrieb.